# Калн Тауншип (округ Честер, Пенсільванія)
Калн Тауншип (англ. Caln Township) — селище (англ. township) в США, в окрузі Честер штату Пенсільванія. Населення — 14 432 особи (2020).

## Демографія
Згідно з переписом 2010 року, у селищі мешкало 13 817 осіб у 5259 домогосподарствах у складі 3541 родини. Було 5612 помешкання
Расовий склад населення:
| - 75,7 % — білих - 16,2 % — чорних або афроамериканців - 3,9 % — азіатів - 0,1 % — вихідців з тихоокеанських островів - 0,1 % — корінних американців - 1,7 % — осіб інших рас |

До двох чи більше рас належало 2,2 %. Частка іспаномовних становила 5,5 % від усіх жителів.
За віковим діапазоном населення розподілялося таким чином: 21,5 % — особи молодші 18 років, 67,1 % — особи у віці 18—64 років, 11,4 % — особи у віці 65 років та старші. Медіана віку мешканця становила 38,5 року. На 100 осіб жіночої статі у селищі припадало 101,4 чоловіків;  на 100 жінок у віці від 18 років та старших — 101,3 чоловіків також старших 18 років.
Середній дохід на одне домашнє господарство  становив 88 601 долар США (медіана — 71 236), а середній дохід на одну сім'ю — 102 084 долари (медіана — 80 671). Медіана доходів становила 50 576 доларів для чоловіків та 48 750 доларів для жінок. За межею бідності перебувало 7,3 % осіб, у тому числі 4,0 % дітей у віці до 18 років та 9,7 % осіб у віці 65 років та старших.
Цивільне працевлаштоване населення становило 8186 осіб. Основні галузі зайнятості: освіта, охорона здоров'я та соціальна допомога — 23,4 %, виробництво — 14,2 %, науковці, спеціалісти, менеджери — 14,0 %.